# Aguilhadas (jornal)
Aguilhadas: publicação mensal de critica á arte, á politica e aos costumes, publicou-se no Porto, entre 1903 e 1904, e teve como diretor/redator Paulo Mendes Osório (portuense, defensor da linha monárquica) e editor Alberto Ferreira das Neves. Trata-se de um período de crítica política, de aspeto panfletário, direcionado para um público interessado nas quezílias do quotidiano da vida política.